# Dinamo Mosca

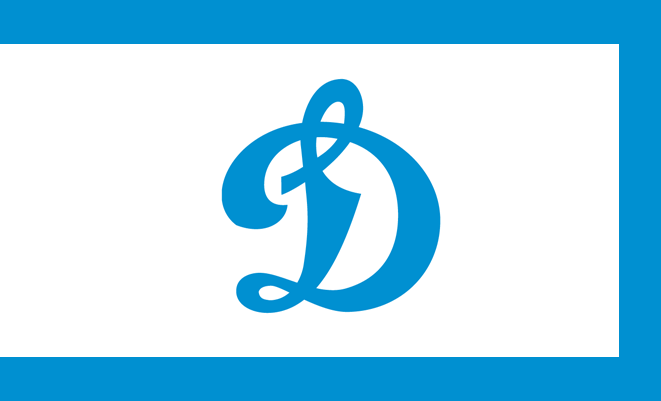

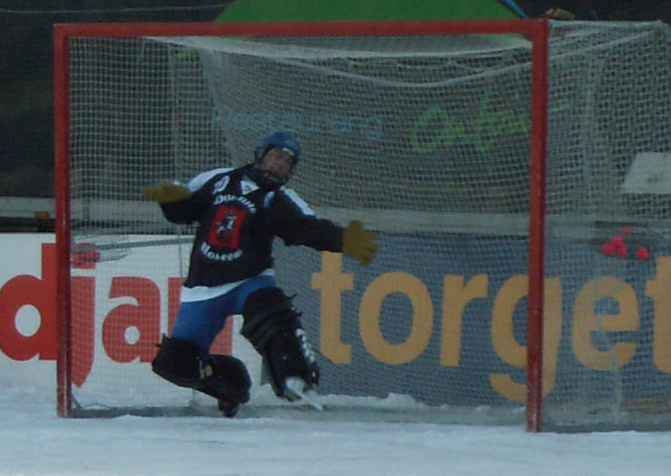
Portiere di bandy della Dinamo Mosca

La Dinamo Mosca (in russo Динамо Москва?) è una società polisportiva di Mosca.

## Sezioni polisportive
Fra le sezioni più importanti ci sono:
- Futbol'nyj Klub Dinamo Moskva, la squadra di calcio;
- HK Dinamo Mosca, la squadra di hockey su ghiaccio;
- VK Dinamo Mosca, la squadra di pallavolo maschile;
- ŽVK Dinamo Mosca, la squadra di pallavolo femminile;
- MBK Dinamo Mosca, la squadra di pallacanestro maschile;
- ŽBK Dinamo Mosca, la squadra di pallacanestro femminile;
- MFK Dinamo Mosca, la squadra di calcio a 5 maschile;
- Dinamo Moskva, la squadra di pallanuoto.